# Iran na Letnich Igrzyskach Olimpijskich 2024
Iran na Letnich Igrzyskach Olimpijskich 2024 – reprezentacja Iranu na Letnich Igrzyskach Olimpijskich 2024, które zostały rozegrane w dniach 26 lipca – 11 sierpnia w Paryżu, liczyła 41 zawodników.

## Zdobyte medale
Reprezentanci Iranu zdobyli łącznie 12 medali:
| Medal  | Zawodnik            | Dyscyplina | Konkurencja                  | Rezultat            | Data        |
| ------ | ------------------- | ---------- | ---------------------------- | ------------------- | ----------- |
| Złoto  | Mohammadhadi Saravi | Zapasy     | -97 kg w st. klasycznym (m)  | Aleksanian W 9-0    | 7 sierpnia  |
| Złoto  | Sa’id Esma’ili      | Zapasy     | -67 kg w st. klasycznym (m)  | Nasibow W 6-5       | 8 sierpnia  |
| Złoto  | Arian Salimi        | Taekwondo  | +80 kg (m)                   | Cunningham W 2-1    | 10 sierpnia |
| Srebro | Alireza Mohmadi     | Zapasy     | -87 kg w st. klasycznym (m)  | Nowikow P 0-7       | 8 sierpnia  |
| Srebro | Nahid Kiani         | Taekwondo  | -57 kg (k)                   | Yu-jin P 0-2        | 8 sierpnia  |
| Srebro | Hasan Jazdani       | Zapasy     | -86 kg w st. wolnym (m)      | Ramazanow P 1-7     | 9 sierpnia  |
| Srebro | Mehran Barkhordari  | Taekwondo  | -80 kg (m)                   | Katoussi P 0-2      | 9 sierpnia  |
| Srebro | Amir Hosejn Zare    | Zapasy     | -125 kg w st. wolnym (m)     | Petriaszwili P 9-10 | 10 sierpnia |
| Srebro | Rahman Amuzad       | Zapasy     | -65 kg w st. wolnym (m)      | Kiyooka P 3-10      | 11 sierpnia |
| Brąz   | Amin Mirzazade      | Zapasy     | -130 kg w st. klasycznym (m) | Szari’ati W 4-0     | 6 sierpnia  |
| Brąz   | Mobina Nematzadeh   | Taekwondo  | -49 kg (k)                   | Abutaleb W 2-0      | 7 sierpnia  |
| Brąz   | Amir Ali Azarpira   | Zapasy     | -97 kg w st. wolnym (m)      | Snyder W 4-1        | 11 sierpnia |

## Gimnastyka

### Gimnastyka sportowa
Mężczyźni
| Zawodnik     | Konkurencja | Kwalifikacje | Kwalifikacje | Finał    | Pozycja | Źródło        |
| Zawodnik     | Konkurencja | Przyrząd     | Miejsce      | Przyrząd | Pozycja | Źródło        |
| Zawodnik     | Konkurencja | V            | Miejsce      | V        | Pozycja | Źródło        |
| ------------ | ----------- | ------------ | ------------ | -------- | ------- | ------------- |
| Mahdi Olfati | Skoki       | 14,666       | 8.           | 14,266   | 7.      | [ 13 ] [ 14 ] |

## Kolarstwo

### Kolarstwo szosowe
| Zawodnik  | Konkurencja                    | Czas    | Pozycja | Źródło |
| --------- | ------------------------------ | ------- | ------- | ------ |
| Ali Labib | Wyścig ze startu wspólnego (m) | 6:46:33 | 76.     | [ 15 ] |

## Lekkoatletyka

### Konkurencje biegowe
| Zawodnik        | Konkurencja | Eliminacje | Eliminacje | I runda | I runda | Repasaże | Repasaże | Półfinał | Półfinał | Finał | Finał   | Pozycja | Źródło |
| Zawodnik        | Konkurencja | Wynik      | Miejsce    | Wynik   | Miejsce | Wynik    | Miejsce  | Wynik    | Miejsce  | Wynik | Miejsce | Pozycja | Źródło |
| --------------- | ----------- | ---------- | ---------- | ------- | ------- | -------- | -------- | -------- | -------- | ----- | ------- | ------- | ------ |
| Hassan Taftian  | 100 m (m)   | BYE        | BYE        | 10,18 · | 5.      | —        | —        | NQ       | NQ       | NQ    | NQ      | 32.     | [ 16 ] |
| Farzaneh Fasihi | 100 m (k)   | BYE        | BYE        | 11,51   | 7.      | —        | —        | NQ       | NQ       | NQ    | NQ      | 51.     | [ 17 ] |

## Łucznictwo
| Zawodnik      | Konkurencja       | Runda rankingowa | Runda rankingowa | 1/32 finału      | 1/16 finału      | 1/8 finału       | Ćwierćfinały     | Półfinały        | Finał            | Finał   | Źródło               |
| Zawodnik      | Konkurencja       | Wynik            | Miejsce          | Przeciwnik Wynik | Przeciwnik Wynik | Przeciwnik Wynik | Przeciwnik Wynik | Przeciwnik Wynik | Przeciwnik Wynik | Pozycja | Źródło               |
| ------------- | ----------------- | ---------------- | ---------------- | ---------------- | ---------------- | ---------------- | ---------------- | ---------------- | ---------------- | ------- | -------------------- |
| Mobina Fallah | Indywidualnie (k) | 652              | 28.              | Nguyệt W 5X-510  | Gökkır P 0-6     | NQ               | NQ               | NQ               | NQ               | 17.     | [ 18 ] [ 19 ] [ 20 ] |

## Pływanie
| Zawodnik      | Konkurencja            | Eliminacje | Eliminacje | Półfinał | Półfinał | Finał | Finał | Źródło |
| Zawodnik      | Konkurencja            | Czas       | Poz.       | Czas     | Poz.     | Czas  | Poz.  | Źródło |
| ------------- | ---------------------- | ---------- | ---------- | -------- | -------- | ----- | ----- | ------ |
| Samyar Abdoli | 100 m st. dowolnym (m) | 50,63      | 48.        | NQ       | NQ       | NQ    | NQ    | [ 21 ] |

## Podnoszenie ciężarów
| Zawodnik          | Konkurencja | Rwanie | Podrzut | Razem | Pozycja | Źródła |
| ----------------- | ----------- | ------ | ------- | ----- | ------- | ------ |
| Mirmostafa Javadi | -89 kg (m)  | 168    | 204     | 372   | 5.      | [ 22 ] |
| Ali Dawudi        | +102 kg (m) | 205    | 242     | 447   | 4.      | [ 23 ] |

## Strzelectwo
| Zawodnik                 | Konkurencja                     | Kwalifikacje | Kwalifikacje | Finał | Finał   | Źródło |
| Zawodnik                 | Konkurencja                     | Wynik        | Pozycja      | Wynik | Pozycja | Źródło |
| ------------------------ | ------------------------------- | ------------ | ------------ | ----- | ------- | ------ |
| Mohammad Beyranvand      | Trap (m)                        | 117          | 24.          | NQ    | NQ      | [ 24 ] |
| Shermineh Chehel Amirani | Karabin pneumatyczny, 10 m (k)  | 630,0        | 11.          | NQ    | NQ      | [ 25 ] |
| Fatemeh Amini            | Karabin pneumatyczny, 10 m (k)  | 626,2        | 26.          | NQ    | NQ      | [ 25 ] |
| Hanieh Rostamian         | Pistolet pneumatyczny, 10 m (k) | 571-16x      | 22.          | NQ    | NQ      | [ 26 ] |

## Szermierka
| Zawodnik                                                    | Konkurencja              | 1/32             | 1/16             | 1/8              | Ćwierćfinały                | Półfinały        | Finał/o 3. miejsce | Finał/o 3. miejsce | Źródło |
| Zawodnik                                                    | Konkurencja              | Przeciwnik Wynik | Przeciwnik Wynik | Przeciwnik Wynik | Przeciwnik Wynik            | Przeciwnik Wynik | Przeciwnik Wynik   | Pozycja            | Źródło |
| ----------------------------------------------------------- | ------------------------ | ---------------- | ---------------- | ---------------- | --------------------------- | ---------------- | ------------------ | ------------------ | ------ |
| Mohammad Rahbari                                            | Szabla indywidualnie (m) | BYE              | Patrice P 13-15  | NQ               | NQ                          | NQ               | NQ                 | 17.                | [ 27 ] |
| Ali Pakdaman                                                | Szabla indywidualnie (m) | BYE              | Yoshida W 15-11  | Sang-uk P 10-15  | NQ                          | NQ               | NQ                 | 9.                 | [ 27 ] |
| Mohammad Fotouhi                                            | Szabla indywidualnie (m) | Zea P 13-15      | NQ               | NQ               | NQ                          | NQ               | NQ                 | 33.                | [ 27 ] |
| Ali Pakdaman Mohammad Rahbari Farzad Baher Mohammad Fotouhi | Szabla drużynowo (m)     | —                | —                | —                | Stany Zjednoczone · W 45-44 | Węgry · P 43-45  | Francja · P 25-45  | 4.                 | [ 28 ] |

## Taekwondo
| Zawodnik           | Konkurencja | Kwalifikacje     | 1/8 finału       | Ćwierćfinał      | Półfinał         | Repasaż          | Finał / 3.miejsce | Finał / 3.miejsce | Źródło |
| Zawodnik           | Konkurencja | Przeciwnik Wynik | Przeciwnik Wynik | Przeciwnik Wynik | Przeciwnik Wynik | Przeciwnik Wynik | Przeciwnik Wynik  | Pozycja           | Źródło |
| ------------------ | ----------- | ---------------- | ---------------- | ---------------- | ---------------- | ---------------- | ----------------- | ----------------- | ------ |
| Mehran Barkhordari | -80 kg (m)  | BYE              | Jaysunov W 2-1   | Alessio W 2-1    | Geon-woo W 2-1   | —                | Katoussi P 0-2    | srebro            | [ 7 ]  |
| Arian Salimi       | +80 kg (m)  | BYE              | Rafalovich W 2-0 | Sansores W 2-1   | Šapina W 2-1     | —                | Cunningham W 2-1  | złoto             | [ 3 ]  |
| Mobina Nematzadeh  | -49 kg (k)  | BYE              | Tau W 2-0        | Cerezo W 2-0     | Qing P 0-2       | BYE              | Abutaleb W 2-0    | brąz              | [ 11 ] |
| Nahid Kiani        | -57 kg (k)  | —                | Alizadeh W 2-1   | Toumi W 2-1      | Aoun W 2-0       | —                | Yu-jin P 0-2      | srebro            | [ 5 ]  |

## Tenis stołowy
| Zawodnik        | Konkurencja | Eliminacje       | 1/32 finału      | 1/16 finału      | 1/8 finału       | Ćwierćfinały     | Półfinały        | Finał            | Finał   | Źródło        |
| Zawodnik        | Konkurencja | Przeciwnik Wynik | Przeciwnik Wynik | Przeciwnik Wynik | Przeciwnik Wynik | Przeciwnik Wynik | Przeciwnik Wynik | Przeciwnik Wynik | Pozycja | Źródło        |
| --------------- | ----------- | ---------------- | ---------------- | ---------------- | ---------------- | ---------------- | ---------------- | ---------------- | ------- | ------------- |
| Noshad Alamiyan | Singel (m)  | BYE              | Omatoyo W 4-1    | Harimoto P 2-4   | NQ               | NQ               | NQ               | NQ               | 17.     | [ 29 ] [ 30 ] |
| Nima Alamian    | Singel (m)  | BYE              | Cheng-jui P 1-4  | NQ               | NQ               | NQ               | NQ               | NQ               | 33.     | [ 31 ]        |
| Neda Shahsavari | Singel (k)  | BYE              | Pavade P 1-4     | NQ               | NQ               | NQ               | NQ               | NQ               | 33.     | [ 32 ]        |

## Wioślarstwo
| Zawodnik                   | Konkurencja                      | Eliminacje | Eliminacje | Repasaże | Repasaże | Ćwierćfinał | Ćwierćfinał | Półfinał | Półfinał | Finał   | Finał   | Miejsce | Źródło                             |
| Zawodnik                   | Konkurencja                      | Czas       | Poz.       | Czas     | Poz.     | Czas        | Poz.        | Czas     | Poz.     | Czas    | Poz.    | Miejsce | Źródło                             |
| -------------------------- | -------------------------------- | ---------- | ---------- | -------- | -------- | ----------- | ----------- | -------- | -------- | ------- | ------- | ------- | ---------------------------------- |
| Fatemeh Mojallal           | Jedynka (k)                      | 8:01,30    | 4.         | 7:56,48  | 1.       | 8:00,37     | 6.          | 8:06,23  | 6.       | 7:46,08 | 3. (FD) | 21.     | [ 33 ] [ 34 ] [ 35 ] [ 36 ] [ 37 ] |
| Mahsa Javer Zeinab Norouzi | Dwójka podwójna wagi lekkiej (k) | 7:35,97    | 4.         | 7:35,56  | 4.       | —           | —           | —        | —        | 7:14,32 | 4. (FC) | 16.     |                                    |

## Wspinaczka sportowa
Wspinaczka na czas
| Zawodnik     | Konkurencja | Eliminacje | Eliminacje | 1/8 finału      | Ćwierćfinał     | Półfinał          | Finał / 3. miejsce | Finał / 3. miejsce | Źródło               |
| Zawodnik     | Konkurencja | Czas       | Miejsce    | Przeciwnik Czas | Przeciwnik Czas | Przeciwnik Czas   | Przeciwnik Czas    | Pozycja            | Źródło               |
| ------------ | ----------- | ---------- | ---------- | --------------- | --------------- | ----------------- | ------------------ | ------------------ | -------------------- |
| Reza Alipour | Mężczyźni   | 5,06       | 6.         | David 5,26      | Maimuratov 5,57 | Leonardo · 4,84 · | Watson 4,88        | 4.                 | [ 38 ] [ 39 ] [ 40 ] |

## Zapasy
| Zawodnik            | Konkurencja                  | Kwalifikacje     | 1/8 finału       | Ćwierćfinał       | Półfinał              | Repasaż          | Finał / 3.miejsce   | Finał / 3.miejsce | Źródło |
| Zawodnik            | Konkurencja                  | Przeciwnik Wynik | Przeciwnik Wynik | Przeciwnik Wynik  | Przeciwnik Wynik      | Przeciwnik Wynik | Przeciwnik Wynik    | Pozycja           | Źródło |
| ------------------- | ---------------------------- | ---------------- | ---------------- | ----------------- | --------------------- | ---------------- | ------------------- | ----------------- | ------ |
| Mehdi Nejad         | -60 kg w st. klasycznym (m)  | BYE              | Fergat W 9-0     | Fumita P 0-9      | NQ                    | de Armas W 10-1  | Szarszenbekow P 1-3 | 5.                | [ 41 ] |
| Sa’id Esma’ili      | -67 kg w st. klasycznym (m)  | —                | Ghaiou W 10-0    | Orta W 9-0        | Galystian W 10-4      | —                | Nasibow W 6-5       | złoto             | [ 2 ]  |
| Amin Kaviyaninejad  | -77 kg w st. klasycznym (m)  | —                | Peña W 1-1       | Amojan P 0-3      | NQ                    | NQ               | NQ                  | 8.                | [ 42 ] |
| Alireza Mohmadi     | -87 kg w st. klasycznym (m)  | —                | Muñoz W 9-0      | Kułynycz W 10-1   | Bełeniuk W 3-3        | —                | Nowikow P 0-7       | srebro            | [ 4 ]  |
| Mohammadhadi Saravi | -97 kg w st. klasycznym (m)  | —                | Rau W 9-0        | Dżuzupbekow W 9-0 | as-Sajjid Dżabr W 9-0 | —                | Aleksanian W 9-0    | złoto             | [ 1 ]  |
| Amin Mirzazade      | -130 kg w st. klasycznym (m) | —                | Coon W 3-1       | López P 1-3       | NQ                    | Seung-chan W 9-0 | Szari’ati W 4-0     | brąz              | [ 10 ] |
| Alireza Sarlak      | -57 kg w st. wolnym (m)      | —                | DSQ              | NQ                | NQ                    | DSQ              | NQ                  | DSQ               | [ 43 ] |
| Rahman Amuzad       | -65 kg w st. wolnym (m)      | —                | Retherford W 8-0 | Dudajew W 11-0    | Musukajew W 10-0      | —                | Kiyooka P 3-10      | srebro            | [ 9 ]  |
| Junes Emamiczoghaji | -74 kg w st. wolnym (m)      | Chamizo W 9-4    | N’Dum W 10-0     | Dake P 1-11 (F)   | NQ                    | NQ               | NQ                  | 7.                | [ 44 ] |
| Hasan Jazdani       | -86 kg w st. wolnym (m)      | —                | Lawrence W 10-0  | Kuruglijew W 9-4  | Amine W 7-1           | —                | Ramazanow P 1-7     | srebro            | [ 6 ]  |
| Amir Ali Azarpira   | -97 kg w st. wolnym (m)      | —                | Tażudinow P 3-4  | NQ                | NQ                    | Jergali W 6-1    | Snyder W 4-1        | brąz              | [ 12 ] |
| Amir Hosejn Zare    | -125 kg w st. wolnym (m)     | —                | Łazariew W 5-0   | Dhesi W 10-0      | Akgül W 2-1           | —                | Petriaszwili P 9-10 | srebro            | [ 8 ]  |